# Air Cekdam
Air Cekdam is een bestuurslaag in het regentschap Muara Enim van de provincie Zuid-Sumatra, Indonesië. Air Cekdam telt 1134 inwoners (volkstelling 2010).